# Déesse Mère
Ne doit pas être confondu avec Terre-Mère.

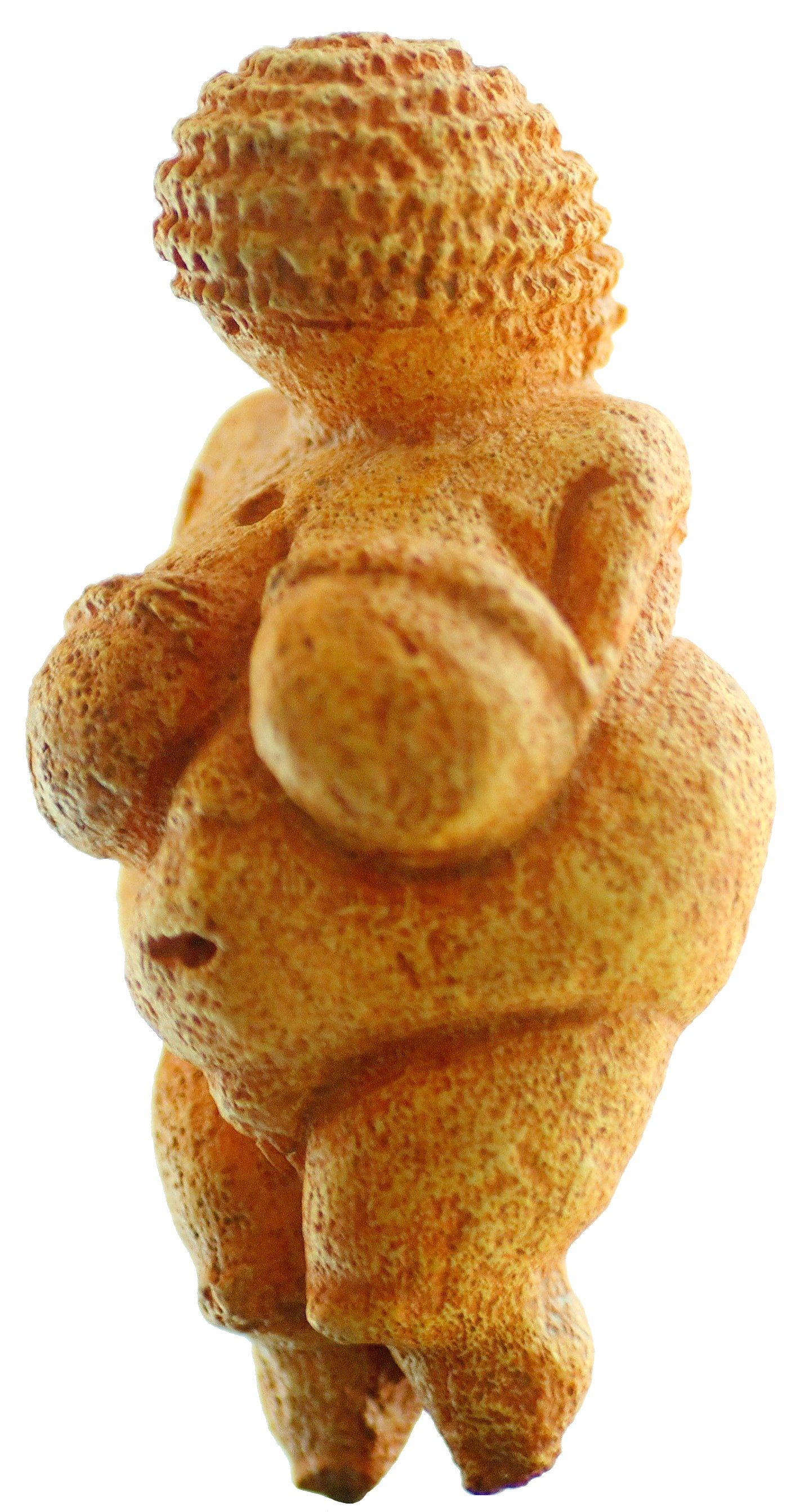
Vénus de Willendorf, Paléolithique supérieur, vers 22000-24000 av. J.-C.

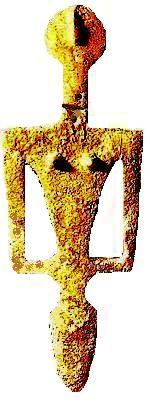
Madre Mediterranea (Sardaigne),

Les expressions modernes Déesse Mère ou Grande Déesse ou encore déesse primordiale font référence à l'hypothèse contestée selon laquelle divers cultes auraient été rendus à une même « mère universelle » du Paléolithique à aujourd’hui.
Ces expressions renvoient à un culte primitif de la fertilité hypothétique qui, selon certains théoriciens, aurait été universellement pratiqué à la fin de la Préhistoire. Ce culte, dans lequel la figure de la femme aurait tenu une grande place et revêtu une dimension sacrée, aurait consisté essentiellement en une vénération de la Terre, de la fertilité et de la fécondité.
Cette hypothèse, qui assimile des objets ou des pratiques éloignés de milliers de kilomètres et de milliers d'années sur des critères contestés, est considérée par les spécialistes comme artificielle et arbitraire.
Certains mouvements panthéistes, néopaganistes ou féministes, présentent la Déesse mère comme une divinité précédant historiquement les dieux masculins des religions abrahamiques, et proposent d'en restaurer le culte. Des dénominations semblables existent dans les autres langues : Magna Mater, Grande Madre, Mother Goddess…

## Origines de la théorie

### Contexte

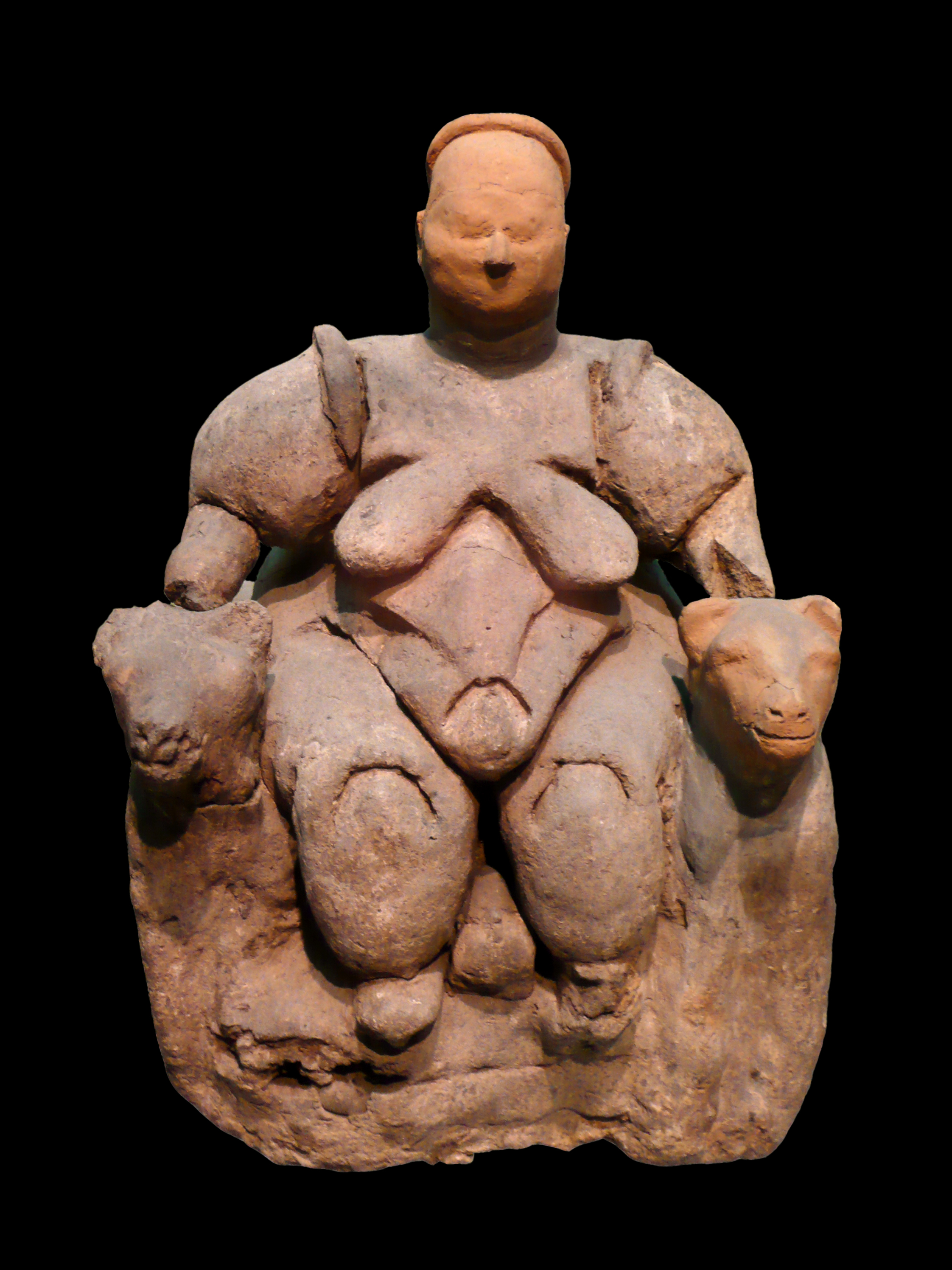
La Dame aux léopards, Çatal Höyük (Turquie), 8e millénaire av. J.-C.

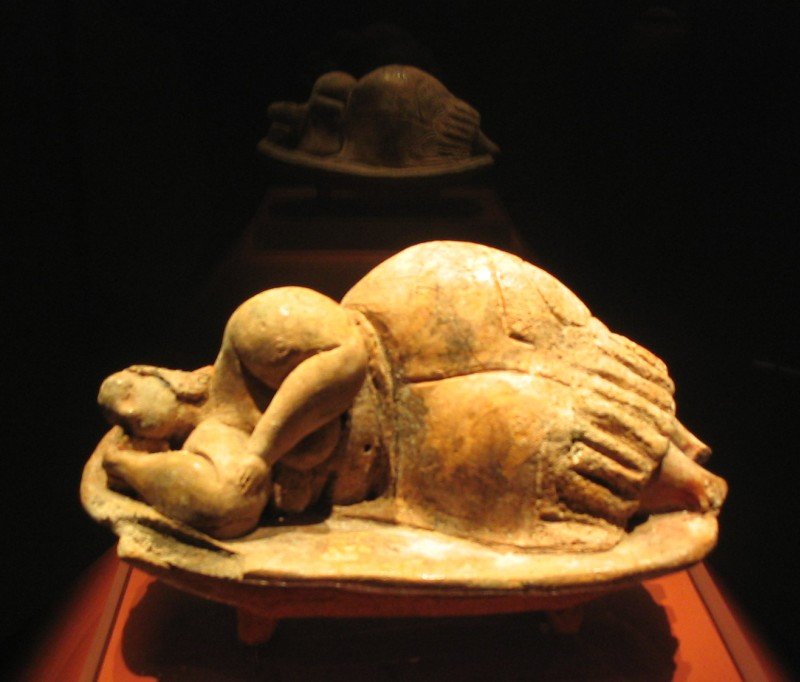
La Dame de Malte, 4e millénaire av. J.-C.

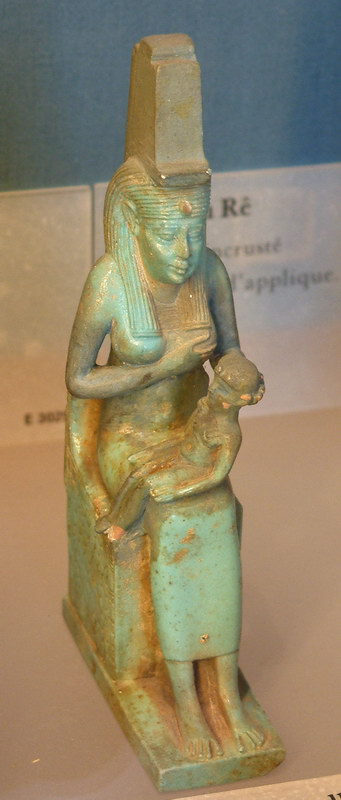
Une statue d'Isis nourrissant au sein Horus, musée du Louvre. Il est admis que cette figure a probablement inspiré les représentations de Marie dans le christianisme, mais ses liens avec les Vénus paléolithiques sont improbables.

On ne connaît à peu près rien des (éventuelles) croyances de type religieux chez les peuples sans écriture du Néolithique (et encore moins du Paléolithique). Des lieux possiblement sanctuarisés et des objets d'apparence votives sont souvent retrouvés lors de fouilles, mais leur usage réel demeure mystérieux et réduit les archéologues à des conjectures hasardeuses. Parmi ces objets, des figures féminines, parfois caricaturalement féminisées, sont fréquemment exhumées dans certains sites, parfois très éloignés dans le temps ou l'espace. Certaines de ces figures féminines aux caractères sexuels hypertrophiés ont été appelées « Vénus paléolithiques », la plus connue étant la Vénus de Willendorf. Certains archéologues du début du XXe siècle ont interprété ces statues comme des déesses, toutefois aucune trace de culte ne les environne et plusieurs dizaines de milliers d'années séparent ces statues de l'apparition des cultes connus rendus à des déesses de la fécondité (telles que celles des religions sumériennes, grecques, celtiques, nordiques ou hindoues).

### Émergence d'une hypothèse
Au milieu du XXe siècle, certains chercheurs se sont fondés sur ces ressemblances pour conjecturer une religion unifiée couvrant quasiment tous les continents et se déroulant sur plusieurs millénaires, avec comme objet principal le culte d'une « déesse-mère », qui serait également au fondement de la plupart des religions de l'Ancien Monde. Cette hypothèse reprenait partiellement la proposition émise en 1861 siècle par Johann Jakob Bachofen puis Jane Ellen Harrison d'une « Religion matriarcale » primitive. La synthèse entre ces deux courants a notamment été avancée dans les années 1970 par Merlin Stone (en) puis à la fin des années 1980 par Marija Gimbutas, qui invente l'expression « archéologie féministe ». Celle-ci, à la suite de fouilles archéologiques effectuées dans le Sud–Est de l’Europe méditerranéenne au milieu du XXe siècle, présente sa théorie de l’existence d’une civilisation pré-indo-européenne qu'elle appelle « culture préhistorique de la déesse », et qui aurait existé de l'Aurignacien (début du Paléolithique supérieur, il y a 40 000 ans) jusque vers 3000 av. J.-C., quand le patriarcat se serait peu à peu institué. Marija Gimbutas appelle cette culture « matrilocale ». Elle fonde ses recherches sur les campagnes archéologiques qu'elle a dirigées quinze années durant en Europe, principalement dans les Balkans et le long du Danube. Cependant Marija Gimbutas n'a jamais mentionnée l'existence d'une Déesse-Mère, mais d'une Grande déesse qui aurait de nombreuses autres fonctions que celle d'enfanter, ainsi elle serait une déesse ominisciente (dessin de yeux de chouette) de la fertilité du vivant (aux formes protubérantes), de l'abondance, de la fécondité, de la mort (statue en os dans les sépultures)
Edwin Olivier James reprend cette idée en 1989 (ainsi que plus récemment en France Jacques Cauvin), avançant qu'une « révolution symbolique » (c’est-à-dire religieuse) avait précédé la naissance de l’agriculture au Proche-Orient, avec là aussi l’idée d’un culte de la « grande déesse ». James avance l'hypothèse d'un culte du couple, qui aurait connu un retournement passant du matriarcat néolithique au patriarcat des religions historiques « avec la connaissance de l’élevage et de la domestication des animaux, le rôle du mâle dans le processus de la génération apparut plus clairement et fut considéré comme vital lorsque furent mieux connus les faits physiologiques concernant la paternité. À ce moment, on assigna à la Déesse-Mère un partenaire mâle qui était son fils ou son amant, son frère ou son époux. Toutefois, bien qu’il ait été le procréateur, il occupa vis-à-vis de la Déesse une position subordonnée, n’étant en réalité dans le culte qu’une figure secondaire ». Ces théories furent ensuite reprises, exagérées et popularisées par divers poètes et écrivains comme Robert Graves, Françoise Gange ou encore Jean Markale, dont aucun n'est anthropologue ni préhistorien.

De là, tout un folklore syncrétique de « féminin sacré » a été apposé par certains auteurs à cet ensemble hétéroclite, que l'historienne des sciences Constance Rimlinger décrit ainsi : 

« Deux épisodes – fondés sur des recherches archéologiques et historiques, mais aussi interprétés, revisités, jusqu’à en être mythifiés – composent l’« histoire sacrée » de cette spiritualité et en irriguent l’imaginaire : celui d’un matriarcat originel, période d’harmonie entre hommes et femmes, entre l’humain et son environnement, qui aurait précédé le patriarcat, et celui de la chasse aux sorcières ayant fait rage à la fin du Moyen Âge et pendant la Renaissance, interprétée comme une tentative d’éliminer les savantes, les soignantes, les « rebelles » risquant de subvertir l’ordre social. Les cultures amérindiennes et celtiques forment le creuset principal de références mobilisées par les adeptes du Féminin sacré qui s’inscrivent pour certaines dans des formes de néo-chamanisme et de néo-druidisme. La Shakti, la Kundalini et les chakras, concepts issus de la philosophie indienne sont fréquemment mobilisés, de même que la Pachamama (Terre-mère), divinité célébrée dans plusieurs pays d’Amérique du Sud. De manière moins récurrente, la déesse égyptienne Isis et la figure chrétienne de Marie-Madeleine sont également revisitées par certaines et intégrées à leur système de croyances. »

### Une hypothèse peu vraisemblable
Toutefois, d'autres anthropologues comme Alain Testart ont totalement remis en cause l'hypothèse de la Déesse mère, comme ne reposant sur aucun indice sérieux.
En premier lieu, la présence de représentations féminines (statuettes, peintures, etc.) ne signifie en rien l'existence d'un culte dédié à des divinités féminines. Les contre-exemples sont en effet très nombreux : dans les arts d'Afrique et d'Océanie, ou même dans les sociétés industrialisées, les représentations de femmes plus ou moins dénudées abondent et ne sont le plus souvent pas liées à un tel culte, ni leur sujet divinisé. Alain Testart rappelle en outre que ce qui est symbolique n'est pas forcément religieux. Il prend l'exemple des statues de femmes nues en bronze de l'opéra Garnier, totalement dépourvues de signification religieuse, mais ayant une signification symbolique. En outre, dans les sites archéologiques, ces figurines féminines font rarement l'objet d'un traitement particulier. Les figurations féminines du Paléolithique supérieur ont le plus souvent été découvertes dans le cadre d'habitat, en plein air comme en grotte, plutôt que dans des sépultures. Ainsi, la dame aux léopards de Çatal Höyük ne mesure que 7,5 cm et provient d'une réserve à grain et non d'un sanctuaire. Plus généralement, rien n'empêche d'affirmer que ces statuettes ont pu servir d'amulettes, d'ex-voto, de supports pédagogiques, d'instruments divinatoires ou encore de signes de richesse voire de simple poupées dans les sociétés dans lesquelles elles apparaissent.
Le second aspect de la critique d'Alain Testart concerne l'analyse des mythes. Dans de nombreuses régions du globe, on constate que, dans les mythes de groupes patriarcaux, les femmes avaient à l'origine un rôle prépondérant. Les tenants de l'hypothèse d'une Grande Déesse universelle (et non d'une Déesse-Mère), dont Marija Gimbutas, y ont vu un argument essentiel pour affirmer que durant la Préhistoire le matriarcat était prédominant, voire généralisé. Cependant, cette idée ne tient pas compte de la nature et du rôle des mythes dans chaque société. Ces derniers, avant de décrire le passé, servent avant tout à justifier l'organisation sociale présente. Or, ces mythes ont pour point commun d'évoquer non seulement une domination féminine originelle, mais aussi de montrer que cette domination était désastreuse. Ils permettent donc de justifier la domination actuelle des hommes dans ces sociétés, mais vouloir y voir des récits à prétention historique serait une erreur méthodologique flagrante.
Pour l'historienne des religions Vinciane Pirenne-Delforge, « cette fascination des origines et le fantasme quasi psychanalytique d’une « Déesse-Terre-Mère » étaient redevables d’une lecture historiquement déterminée des sources héritée du XIXe siècle. Certains courants féministes ont à leur tour sacrifié, en l’infléchissant, au mythe d’un « monothéisme féminin ancestral ». Ce sont évidemment des cas extrêmes de surinterprétation des données ».
Certains préhistoriens professionnels comme Jean-Loïc Le Quellec continuent de postuler une mythologie primitive commune à l'humanité, mais celle-ci ne contient aucune déesse-mère, et il précise que « Un raccourci voudrait que la mythologie induise une religion. Or, un mythe n’est qu’un récit particulier dont la vocation est de donner un sens à l’état du monde en l’expliquant comme la conséquence d’un événement unique. Même lorsque ce mythe parle de la création du monde ou de l’humanité, cela ne suffit pas à en faire une religion, laquelle implique des rituels, des lieux dédiés à leur accomplissement et des spécialistes pour les diriger ».
Concernant les « Vénus paléolithiques », les archéologues modernes n'utilisent plus l'expression « Vénus » pour ces représentations, et considèrent qu'il n'y a aucune raison d'y voir des divinités (ce qui serait un anachronisme de plusieurs dizaines de millénaires), préférant parler plus simplement de « représentations féminines ».
Selon l'historienne Claudine Cohen, la liberté — voire la fantaisie — interprétative qui se révèle dans l’approche de cet art « est liée, pour une part, au fait que les disciplines préhistoriques sont longtemps restées (et demeurent encore aujourd’hui, à certains égards) faiblement institutionnalisées et professionnalisées : des amateurs, découvreurs d’art mobilier ou rupestre, parfois des préhistoriens improvisés venus d’autres disciplines, anthropologues ou médecins, ont pu donner libre cours à leur imagination quant à l’interprétation. Les poncifs véhiculés, tant par les analyses savantes de cet art que par les ouvrages de vulgarisation ou les manuels scolaires, paraissent à certains égards constituer un véritable « folklore » de l’imaginaire contemporain ». Pour elle, rien ne prouve d'ailleurs que ces effigies représentent un idéal de fécondité active : « les statuettes qui apparaissent à cette période représentent dans leur aspect schématique, non des femmes jeunes, en âge de procréer, mais plutôt des femmes dont le corps témoigne de nombreuses grossesses, et peut être des femmes ménopausées ».
Cependant, concernant l'une ou l'autre hypothèse, la préhistorienne Marylène Pathou-Mathis, est plus mesurée, et dit qu'il n'y a aucune preuve ni de ce qu'avance les préhistoriennes qui sont pour la thèse d'une Déesse-Mère, dont l'historienne Max Dashu, ni de l'hypothèse de Alain Testard sur l'hypothèse d'un culte rendu aux esprits et aux ancêtres : "Mais nous n'en avons aucune preuve…Aujourd'hui, l'existence au Néolithique, d'un culte rendu à une déesse-mère unique et universelle ,n'est pas archéologiquement prouvée"; mais elle ajoute : "ce n'est pas parce que quelques milliers d'années séparent le statuettes féminines néolithiques des cultes rendus aux déesses antiques que nous devons écarter l'éventualité qu'elles aient été dans certaines sociétés des représentations de divinités, il s'agit d'une hypothèse parmi d'autres. Reconnaître les cultes à des déesses-mères, différentes selon les périodes et les régions, et donc travers elles la vénération des femmes en tant que fondatrice des lignées, c'est admettre l'existence d'une filiation matrilinéaire, voire du matriarcat, d'où sans doute la réticence de beaucoup d'hommes à les accepter."

## Divinités féminines associées à la procréation dans divers cultes des temps historiques anciens

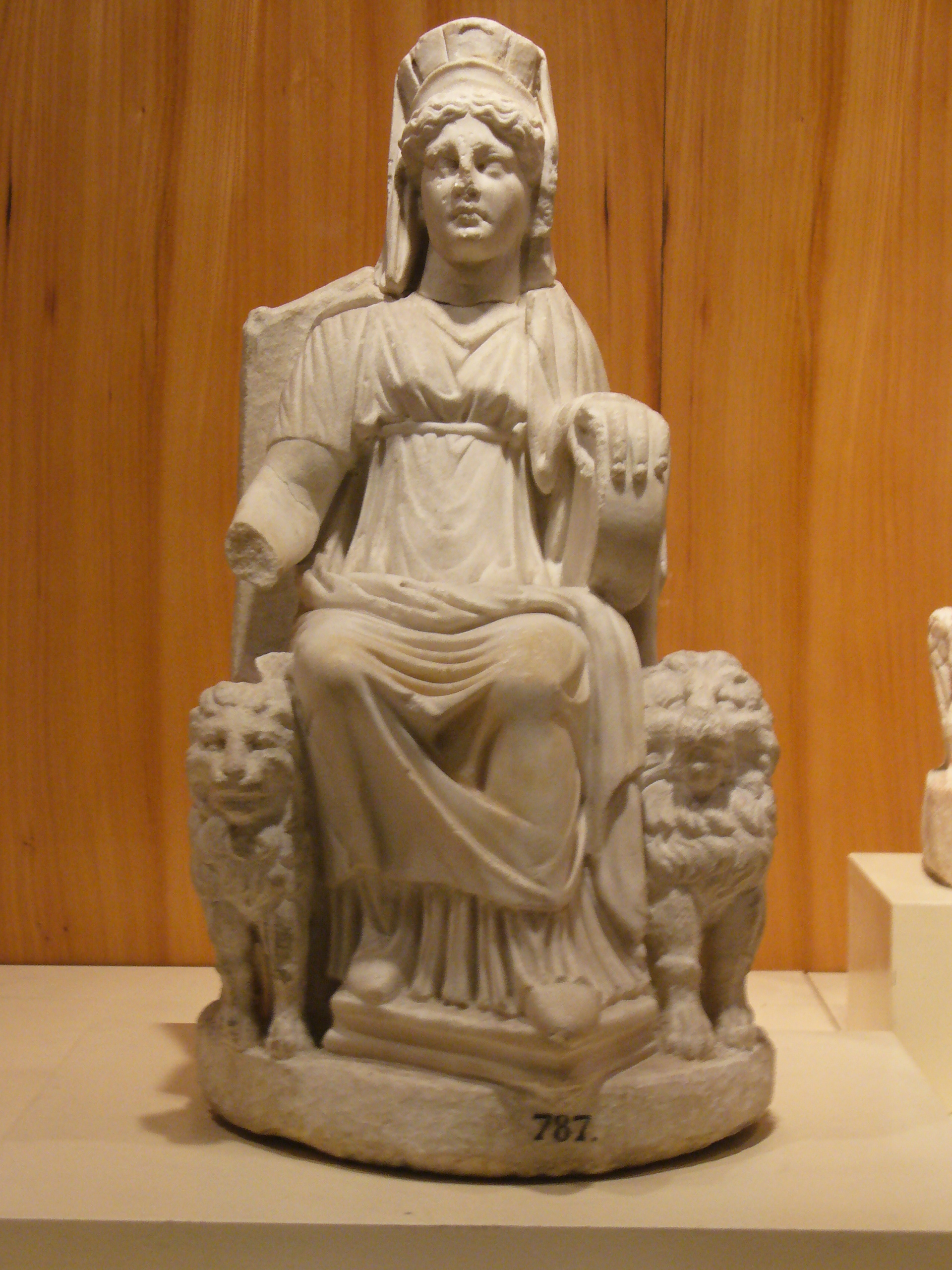
Statue de Cybèle, Musée archéologique d'Istanbul.

Avec la naissance des religions organisées dans l'Antiquité, on retrouve des déesses associées à la fécondité dans la plupart des panthéons primitifs indo-européens et associés. Ces figures féminines recouvrent divers aspects : terrestre, aquatique, tellurique, agricole, éolien, etc. Parmi celles-ci, on peut notamment citer Astarté-Ishtar (déesse sémitique), Isis (déesse funéraire de l'Égypte antique), Mari (déesse basque), Atargatis (déesse syrienne), Cybèle ou Magna Mater (divinité d'origine anatolienne et hourrite), Marica (déesse latine, région de Garigliano), Anaïtis (Anahit) (déesse adorée jadis par les Lydiens, les Arméniens et les Perses), Aphrodite, Rhéa, Umay (déesse) (turque), Gê ou Gaïa (grecque), ou encore Déméter (déesse grecque de l'agriculture et des moissons), ou plus tard Marie ou Shing-Moo (sainte Mère des Chinois).
Toutefois, en dépit de leur capacité à enfanter — assez attendue chez un personnage féminin — ces différentes divinités ont des personnalités, une symbolique, des rôles et des attributs extrêmement différents, et leur courante multiplicité (par exemple entre Aphrodite, Rhéa et les autres déesses du panthéon grec) disqualifie l'idée d'une divinité matriarcale unique qui serait leur source commune.

## Résurgence contemporaine du culte d'une déesse
Le culte de la Déesse mère a connu un certain succès médiatique au XXe siècle, dans le cadre du mouvement néopaganiste institué par Gerald Gardner, qui en a fait un des piliers de la nouvelle religion qu'il élabora et présenta comme la continuation de ce qu'il dénommait l'« Ancienne Religion » : la Wicca.
La mode contemporaine de ces cultes rendus à une prétendue déesse primitive a principalement eu lieu en Amérique du Nord, avec l'objectif de valoriser un aspect féminin du divin.
Il existe par exemple aussi aux États-Unis une nouvelle spiritualité appelée « mouvement de la Déesse (en) » (proche de ce qu'on appelle en France le « Féminin sacré »). Celle-ci représente alors la Terre et le principe de vie et d'amour entre toutes les formes de vie. Ce culte soutient généralement des revendications écologistes et féministes, même si écologues comme féministes récusent cette revendication :

« Ce n'est pas en fantasmant le passé qu'on donnera un avenir aux femmes »

— Cynthia Eller, historienne.
Certaines dérives organisées de ce nouveau courant spirituel sont par ailleurs étroitement surveillées en France par la Mission interministérielle de vigilance et de lutte contre les dérives sectaires après de nombreux signalements.
Les « théories Gaïa » provenant de l'hypothèse Gaïa proposée par James Lovelock proposent l'idée que la planète est une conscience non pensante qui a su se réguler à travers les âges géologiques, afin de permettre l'apparition puis le maintien de la vie. Cette hypothèse scientifique (invalidée[réf. souhaitée]) a été transformée en théorie Gaïa, sortant du champ scientifique pour rejoindre celui de l'ésotérisme[réf. souhaitée] et est réutilisé par certains tenants de la religion de la déesse-mère.

## Hommage
La Déesse mère est une des 1 038 femmes représentées dans l'œuvre contemporaine The Dinner Party de Judy Chicago exposée au Brooklyn Museum. Cette œuvre se présente sous la forme d'une table triangulaire de 39 convives (13 par côté). Chaque convive étant une femme, figure historique ou mythique. Sur le socle de cette œuvre figurent les noms de 999 autres femmes associées aux 39 convives de la table. La Déesse mère est la deuxième convive de l'aile I de l'œuvre.